# Olive 8
Olive 8 là một tòa nhà chọc trời hỗn hợp 39 tầng, cao 140 m (460 ft) ở Seattle, Washington, Hoa Kỳ. 17 tầng dưới của tòa nhà bao gồm một khách sạn Hyatt với 346 phòng và 22 tầng trên có 229 căn hộ. Nó nằm ở Trung tâm thành phố Seattle tại giao lộ của Olive Way và Đại lộ số 8. Khách sạn Hyatt khai trương vào ngày 30 tháng 1 năm 2009, và các chung cư mở cửa sau đó trong cùng năm.
Tòa tháp có một trong những mái nhà xanh lớn nhất ở trung tâm thành phố Seattle, 8.355 sq ft (776,2 m 2), và được phát triển bởi RC Hedreen Company và được thiết kế bởi Gluckman Tang Architects, kiến trúc sư của Bảo tàng Andy Warhol ở Pittsburgh, Pennsylvania và Trung tâm Nghệ thuật Dia ở Thành phố New York. JTM Construction of Seattle quản lý việc xây dựng tòa nhà.
Khu phức hợp được thiết kế với nỗ lực đạt được Chứng nhận Bạc LEED (Lãnh đạo về Thiết kế Năng lượng và Môi trường) với mặt tiền bằng kính tiết kiệm năng lượng, các thiết bị ống nước dòng chảy thấp, nhà vệ sinh hai tầng, một phần mái xanh và lò hơi ngưng tụ hiệu quả.